# العوامرة (العوامرة)
العوامرة هي إحدى مشيخات المملكة المغربية، تتبع جغرافيا لإقليم العرائش وإداريًا لالعوامرة. يقدر عدد سكانها بـ 14510 نسمة حسب الإحصاء الرسمي للسكان والسكنى لسنة 2004.